# Jeep Grand Cherokee
Il Jeep Grand Cherokee è un SUV d'alta gamma prodotto dalla casa automobilistica statunitense Jeep dal 1992, e giunto attualmente alla sua quinta generazione. Fino al 2010 ha condiviso il ruolo di ammiraglia della casa insieme al Jeep Commander, ma dopo la fine della produzione di quest'ultimo rimane da solo al vertice della gamma.

## Il contesto
Verso la fine degli anni ottanta, il gruppo Chrysler (proprietario di Jeep) iniziò a pensare ad un modello che avrebbe dovuto sostituire il Cherokee XJ nato nel 1984, o in alternativa il Wagoneer. Visto che le vendite del Cherokee continuavano ad essere buone, così come lo erano anche quelle del Wagoneer, si scelse di creare una vettura di dimensioni intermedie fra le due, decisione influenzata anche dall'andamento del mercato, che si affiancasse ai due modelli in produzione senza sostituirli completamente.
Nacque così, nel 1992, la prima generazione del Grand Cherokee che affiancò il Cherokee XJ fino al 2001, anno in cui l'XJ venne sostituito dal nuovo modello e il Jeep Wagoneer uscì di produzione, lasciando l'eredità di ammiraglia del marchio al Grand Cherokee.

## Prima generazione (ZJ-ZG, 1992-1998)
Nato con la sigla identificativa ZJ, fu presentato il 7 gennaio 1992 al North American International Auto Show e lanciato nel mese di aprile come Model Year '93. Era inizialmente motorizzato con un 4.0 litri di cilindrata 6 cilindri in linea, nella versione High Output, da 190 CV o con un 5.2 litri V8 AMC che erogava circa 220 CV. In poco tempo il modello riscosse un grande successo, tanto da vincere il titolo Truck of the Year 1993 assegnato dalla rivista Motor Trend in madrepatria. Nel 1995 la vettura subì un leggero restyling estetico, con griglia anteriore e paraurti modificati e nuovi fari fendinebbia integrati.
Tuttavia nel 1998, ultimo anno di produzione dello ZJ, fu introdotto nella gamma motori il potente 5.9 litri V8, disponibile nell'allestimento Limited LX, che equipaggiava anche i veicoli commerciali Dodge. Si trattava di una versione rivista dalla Mopar, con iniezione, aspirazione e scarico modificati rispetto al 5.9 tradizionale che donava al Grand Cherokee prestazioni quasi da sportiva con una velocità di punta di 210 km/h circa e un sound da muscle car, caratteristiche che gli valsero il titolo di SUV più veloce del mondo. L'allestimento Limited LX si differenziava dal Limited per la cura nei particolari, l'esclusiva selleria in pelle di maggiore qualità che ricopriva anche i pannelli porta e la leva del cambio.

### Versione europea
Dalla fine del '92, assieme al Cherokee XJ, la vettura venne commercializzata anche in Europa con la dicitura identificativa ZG. Questa versione europea veniva assemblata inizialmente negli stabilimenti americani, ma nel 1994 la produzione del modello riservato all'Europa venne affidata alla Magna Steyr che produsse anche le generazioni successive fino al 2010, quando la Fiat, che nel frattempo era entrata nella dirigenza del gruppo Chrysler, decise di chiudere i rapporti con la casa austriaca.
In Italia il modello più venduto fu quello con motore 2.5 cm³ Turbo Diesel progettato e prodotto dalla VM Motori, azienda italiana con stabilimento a Cento. Questa motorizzazione soffriva di problemi di surriscaldamento, dettati sia dal fatto che era sottodimensionata rispetto al peso dell'auto, sia dallo scarso dimensionamento dell'impianto di raffreddamento: radiatore piccolo e vaso di espansione collocato troppo in basso rispetto al motore. Questo portava le teste del motore (1 per cilindro, separate) a riscaldarsi e a creparsi. Per questo motivo l'azienda di Cento iniziò ad acquisire una brutta reputazione, anche se in realtà la colpa era dei progettisti Chrysler per quanto riguarda il sistema di raffreddamento e della dirigenza che decise di installare un motore sottodimensionato.

### Motorizzazioni
| Anni      | Cilindrata   | Motore                         | Potenza         | Coppia             | Note                     |
| 1993–1998 | 2.5 L diesel | VM Motori                      | 116 CV (85 kW)  | 221 lb-ft (300 Nm) | Solo per l'Europa        |
| 1993–1995 | 4.0 L        | AMC 6 cil. in linea            | 193 CV (142 kW) | 225 lb-ft (305 Nm) |                          |
| 1996-1998 | 4.0 L        | AMC S01 6 cil in linea         | 177 CV (130 kW) | 217 lb-ft (295 Nm) |                          |
| 1996–1998 | 4.0 L        | AMC Power Tech 6 cil. in linea | 188 CV (138 kW) | 220 lb-ft (298 Nm) |                          |
| 1993–1998 | 5.2 L        | Magnum V8                      | 212 CV (156 kW) | 300 lb-ft (407 Nm) |                          |
| 1998      | 5.9 L        | Magnum V8                      | 241 CV (177 kW) | 345 lb-ft (468 Nm) | Solo la versione Limited |

## Seconda generazione (WJ-WG, 1998-2004)
Nel 1998 venne introdotta la versione successiva, sigla WJ (I veicoli costruiti in Austria sono identificati come WG), commercializzata come Model Year '99 e disponibile con motori 4,7 litri V8 Powertech da circa 245 CV e 3,1 Turbo-Diesel 5 cilindri in linea, sempre della VM Motori, che altro non era che la precedente unità (il 2.5 TD dello ZJ) con l'aggiunta di un cilindro, dotato di 140 CV. Purtroppo, anche il 3.1 era afflitto dagli stessi problemi del predecessore. Tra la fine del 2001 e l'inizio del 2002 il 3.1 della VM fu sostituito dal 2.7 CRD di origine Mercedes, capace di 163 CV e accoppiato ad un cambio automatico sempre Mercedes, il NAG a 5 marce. In pratica si trattava della stessa unità che equipaggiava anche la Mercedes ML 270 CDI.
Venne inoltre presentata una versione potenziata del 4.7 V8 Powertech, denominata High Output e capace di 265 CV, offerta di serie con l'allestimento Overland e come optional su Limited.

### Restyling 2001
Nel 2001, ultimo anno di produzione, venne presentata la versione restyling del WJ: il facelift riguardava quasi esclusivamente il frontale dell'auto, con una mascherina ed un paraurti ridisegnato. Furono introdotte anche due versioni in edizione limitata: la Vision, su base Limited, con rifiniture in acciaio spazzolato e navigatore di serie, e la Final Edition, con particolari esterni cromati. La Grand Cherokee della serie WJ riprende lo schema di costruzione UniFrame introdotto a partire dall'XJ, ma i tecnici Chrysler collaborarono con quelli Porsche per progettare un telaio molto più rigido che unisse i vantaggi dello schema a Chassis con quello autoportante.

### Motorizzazioni
| Anni      | Cilindrata | Motore                             | Potenza         | Coppia              | Note           |
| 1998–2001 | 3.1 L      | VM 5 cil. in linea Diesel          | 140 CV (103 kW) | 290 lb-ft           | Solo in Europa |
| 1998–2004 | 4.0 L      | AMC Power Tech 6 cil. in linea     | 190 CV (140 kW) | 230 lb-ft @3000 rpm |                |
| 1998–2004 | 4.7 L      | Chrysler PowerTech V8              | 223 CV (164 kW) | 295 lb-ft           |                |
| 2002–2004 | 4.7 L      | Alta potenza Chrysler PowerTech V8 | 258 CV (190 kW) | 330 lb-ft           |                |
| 2002-2004 | 2.7 L      | CRD Mercedes-Benz Diesel           | 163 CV (120 kW) | 295 lb-ft(400 N·m)  | Solo in Europa |

## Terza generazione (WK-WH, 2004-2010)
Nel luglio 2004 iniziò la produzione del WK (internazionalmente conosciuto anche come WH), venduto poi da settembre come Model Year 2005, equipaggiato con il 4,7 V8, il 5,7 V8 Hemi e il 3.0 V6 CRD di origine Mercedes (all'estero era dotato anche del 3.7 V6, una declinazione del 4.7 V8).
I sistemi di trazione sono stati per i primi modelli il select trac e il quadra trac poi, da alcune versioni del WJ, la quadra drive con il sistema di differenziali varilock.
Col tempo il modello è cresciuto nelle dimensioni esterne ma ha sempre conservato comodità e prestazioni in fuoristrada, se si esclude la versione sportiva senza ridotte dell'ultima serie equipaggiata col il 6,1 Hemi SRT8.
La vettura è stata sottoposta, sia negli Stati Uniti dall'NHTSA sia in Europa dall'Euro NCAP, a crash test per verificarne la sicurezza. L'ente governativo statunitense la classifica sicura con 5 stelle su 5 nel 2005; quello europeo la classifica sicura con 4 stelle su 5.
Diversi modelli del Grand Cherokee sono stati messi in dotazione presso diversi dipartimenti di polizia negli Stati Uniti nelle unità K9.

### Restyling 2007
Nel giugno 2007 iniziò la produzione del restyling della vettura, entrato in vendita dall'inizio di settembre dello stesso anno come Model Year 2008, che consisteva principalmente nel restyling del paraurti anteriore, ora più sagomato, dei gruppi ottici, un pochino ristretti, e del cofano motore, arricchito con una serie di nervature.

### Motorizzazioni
| Anni                    | Cilindrata | Motore               | Potenza         | Coppia               | Note              |
| dal 2005                | 3.7 L      | PowerTech V6         | 210 CV (157 kW) | 235 lbf-ft (319 N·m) | Laredo            |
| dal 2005                | 4.7 L      | PowerTech V8         | 235 CV (175 kW) | 305 lbf-ft (414 N·m) | Laredo, Limited   |
| dal 2005                | 5.7 L      | Chrysler Hemi V8     | 330 CV (246 kW) | 375 lbf-ft (508 N·m) | Limited, Overland |
| dal 2006                | 6.1 L      | Chrysler Hemi V8     | 420 CV (313 kW) | 420 lbf-ft (569 N·m) | SRT-8             |
| dal 2005 (2007 in USA)– | 3.0 L      | Mercedes-Benz CRD V6 | 218 CV (160 kW) | 376 lbf-ft (510 N·m) | Diesel            |

## Quarta generazione (WK2, 2010-2021)
La storia di questo modello è piuttosto travagliata. La vettura venne concepita e ultimata già nel 2009 quando fu esposta al pubblico al Salone dell'automobile di New York nello stesso anno, ma fu ufficialmente commercializzata solo a partire dal 2010. La vettura, infatti, attraversava il periodo più buio del gruppo Chrysler e dell'industria automobilistica americana. General Motors e Chrysler, che avevano dichiarato bancarotta, annunciarono nel 2009 il fallimento controllato (chapter 11) e l'amministrazione passò sotto il controllo del governo degli Stati Uniti. Per la ristrutturazione e il risanamento del gruppo Chrysler, l'allora presidente degli Stati Uniti Barack Obama individuò Fiat come partner strategico, offrendo al gruppo automobilistico italiano partecipazioni nel capitale Chrysler in cambio del know how (strategie, piattaforme, motori, tecnologie, rete di vendita e capacità finanziaria). 
Durante tutte queste trattative e dichiarazioni, cambi di amministrazioni e di dirigenza, i prodotti vennero congelati e tra questi anche il nuovo modello del Grand Cherokee. Il modello, per la novità in sé, per il prolungamento dell'attesa dovuta alla situazione economica del gruppo e per la situazione internazionale (Italia - USA) venutasi a formare, suscitò molto interesse attorno a sé, non solo prima della sua presentazione nel 2009 ma anche al momento della commercializzazione nel 2010 e nei mesi successivi. 
Si trattava quindi del primo modello del gruppo Chrysler ad essere lanciato sul mercato sotto la nuova dirigenza Fiat. Nel 2011 è stata sottoposta ai test sulla sicurezza NHTSA totalizzando 4 stelle su 5.

### La versione europea
Nel febbraio del 2011 la quarta generazione del Jeep Grand Cherokee iniziò la commercializzazione in Europa, e in tale occasione la Fiat decise una completa riorganizzazione della distribuzione commerciale. Chiuse ogni trattativa con l'azienda austriaca Magna Steyr e concentrò la produzione del veicolo nei soli Stati Uniti, importando quindi il modello già assemblato in Europa. 
Inoltre, tramite la controllata FPT, la Fiat acquistò il 50% della ferrarese VM Motori e firmò un contratto di fornitura per un nuovo propulsore V6 Turbo-Diesel fabbricato nello stabilimento VM Motori di Cento. Si trattava del VM A630 DOHC a 6 cilindri disposti a V con angolo di 60°, di 3.0 litri con una potenza massima di 241 CV a 4000 giri al minuto e una coppia massima di 550 Nm, disponibile fra i 1.800 e i 2.800 giri. Il propulsore è dotato di sistema di iniezione Multijet 2 (di seconda generazione) e di un turbocompressore a geometria variabile. Il motore è omologato per un consumo di 8,3 litri di carburante ogni 100 km nel ciclo misto emettendo 218 g di anidride carbonica al km. Il veicolo è disponibile anche con una versione dello stesso motore depotenziata a 190 CV. 
Il nuovo propulsore turbodiesel segnava un netto miglioramento rispetto al 3.0 turbodiesel di origine Mercedes-Benz del modello precedente, il quale erogava 218 CV ed era omologato per 10,3 litri/100 km. Con questo modello il marchio Jeep iniziò ad essere distribuito in Europa tramite la rete commerciale Fiat, diventando di fatto il sesto marchio dei concessionari del gruppo insieme ad Alfa Romeo, Fiat, Lancia, Abarth e Fiat Professional. 
Nel 2011 fu sottoposta ai test sulla sicurezza Euro NCAP totalizzando 4 stelle su 5. Una versione Jeep Grand Cherokee Trackhawk ha raggiunto i 280 km/h di velocità massima durante la manifestazione Speed Days on the Baikal Ice 2019 in Russia.
In Italia, la versione blindata con motore 3.0 V6 CRD da 190 CV, fa parte delle unità antiterrorismo dei Carabinieri.

### Restyling 2013
Il 14 gennaio 2013 a Detroit, Jeep presentò un restyling del Grand Cherokee, che presentava un nuovo frontale, composto da gruppi ottici ridisegnati e accigliati, paraurti modificati, ma anche nuovi particolari del retro, come la rimozione della barra cromata.

### Motorizzazioni
| Modello             | Disponibilità | Motore                               | Cilindrata (cm³) | Potenza         | Coppia max (Nm) | Emissioni CO2 (g/km) | 0–100 km/h (secondi) | Velocità max (km/h) | Consumo medio (km/l) |
| 3.6 V6 aut.         | dal debutto   | Benzina V6 Pentastar (Chrysler LLC)  | 3604             | 210 kW (286 CV) | 347             | 265                  | 9,1                  | 206                 | 8,8                  |
| 5.7 V8 aut.         | dal debutto   | Benzina V8 Hemi (Chrysler LLC)       | 5654             | 259 kW (352 CV) | 520             | 327                  | 8,7                  | 225                 | 7,1                  |
| 6.4 V8 aut. SRT8    | dal 2012      | Benzina V8 Hemi (Chrysler LLC)       | 6417             | 350 kW (470 CV) | 630             | 381                  | 4,9                  | 257                 | 7,1                  |
| 3.0 CRD V6 aut. 190 | dal debutto   | Diesel V6 Multijet 2 (FPT-VM Motori) | 2987             | 140 kW (190 CV) | 440             | 218                  | 10,2                 | 191                 | 12                   |
| 3.0 CRD V6 aut. 241 | dal debutto   | Diesel V6 Multijet 2 (FPT-VM Motori) | 2987             | 177 kW (241 CV) | 550             | 218                  | 8,2                  | 202                 | 12                   |

## Quinta generazione (WL, dal 2021)
Il 7 gennaio 2021 viene presentata la quinta generazione della Grand Cherokee. Il modello ha debuttato in una nuova versione a passo lungo con 7 posti e 3 file di sedili denominata Grand Cherokee L. La versione tradizionale a 5 posti, un po' più corta nelle dimensioni, è stata lanciata in seguito.

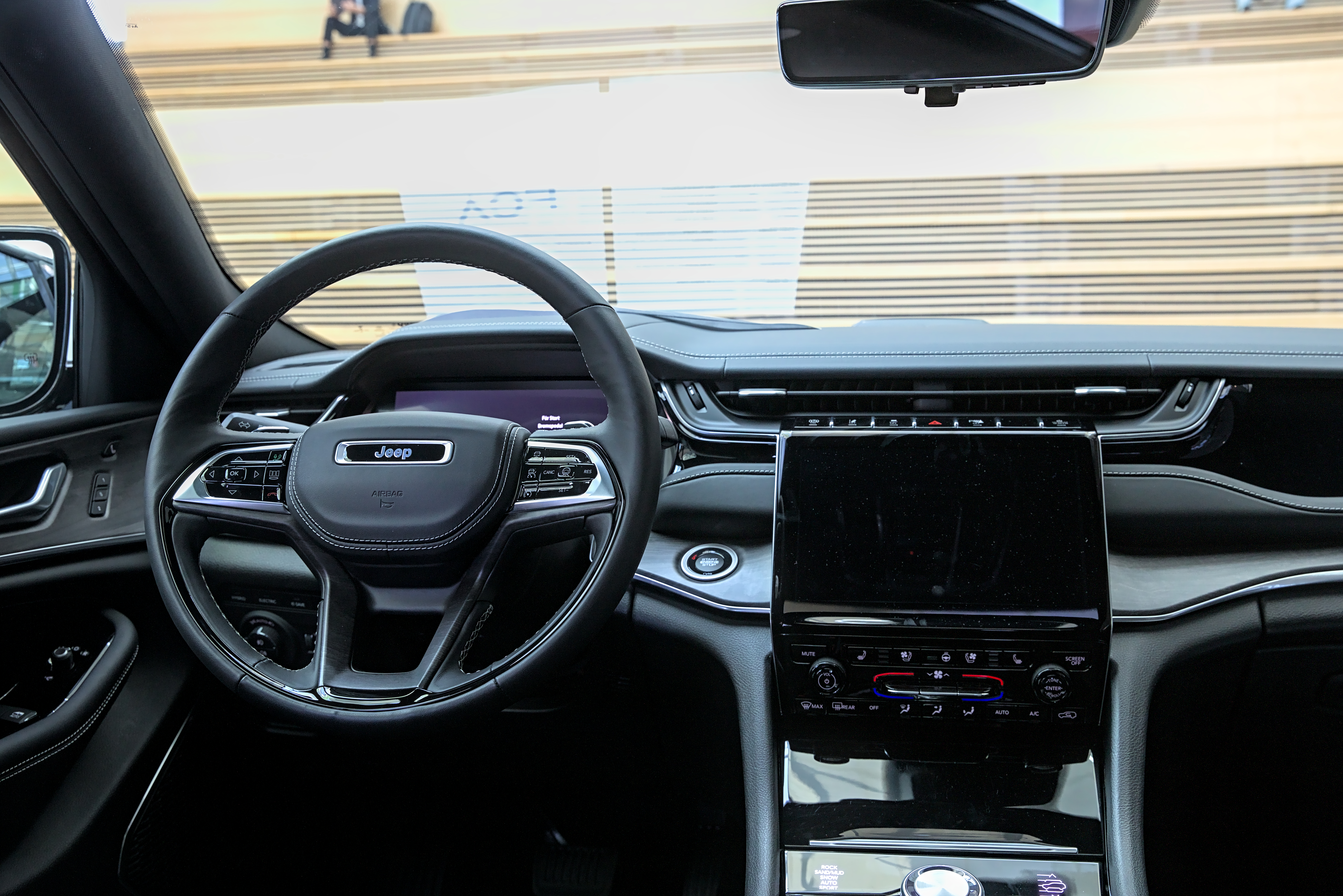
Interni

La nuova generazione abbandona la piattaforma della quarta serie di origine Daimler e condivisa con il Mercedes ML, per adottare un'evoluzione della piattaforma Piattaforma Alfa Romeo Giorgio, di derivazione Giulia e Stelvio.
Costruita in un due differenti impianti a Detroit, ha debuttato sui mercati nordamericani nel secondo trimestre del 2021 ed è disponibile in quattro diversi allestimenti: Laredo, Limited, Overland e Summit. L'inizio della produzione della Grand Cherokee a due file di sedili e della relativa versione ibrida 4xe è iniziata nel corso del 2021.

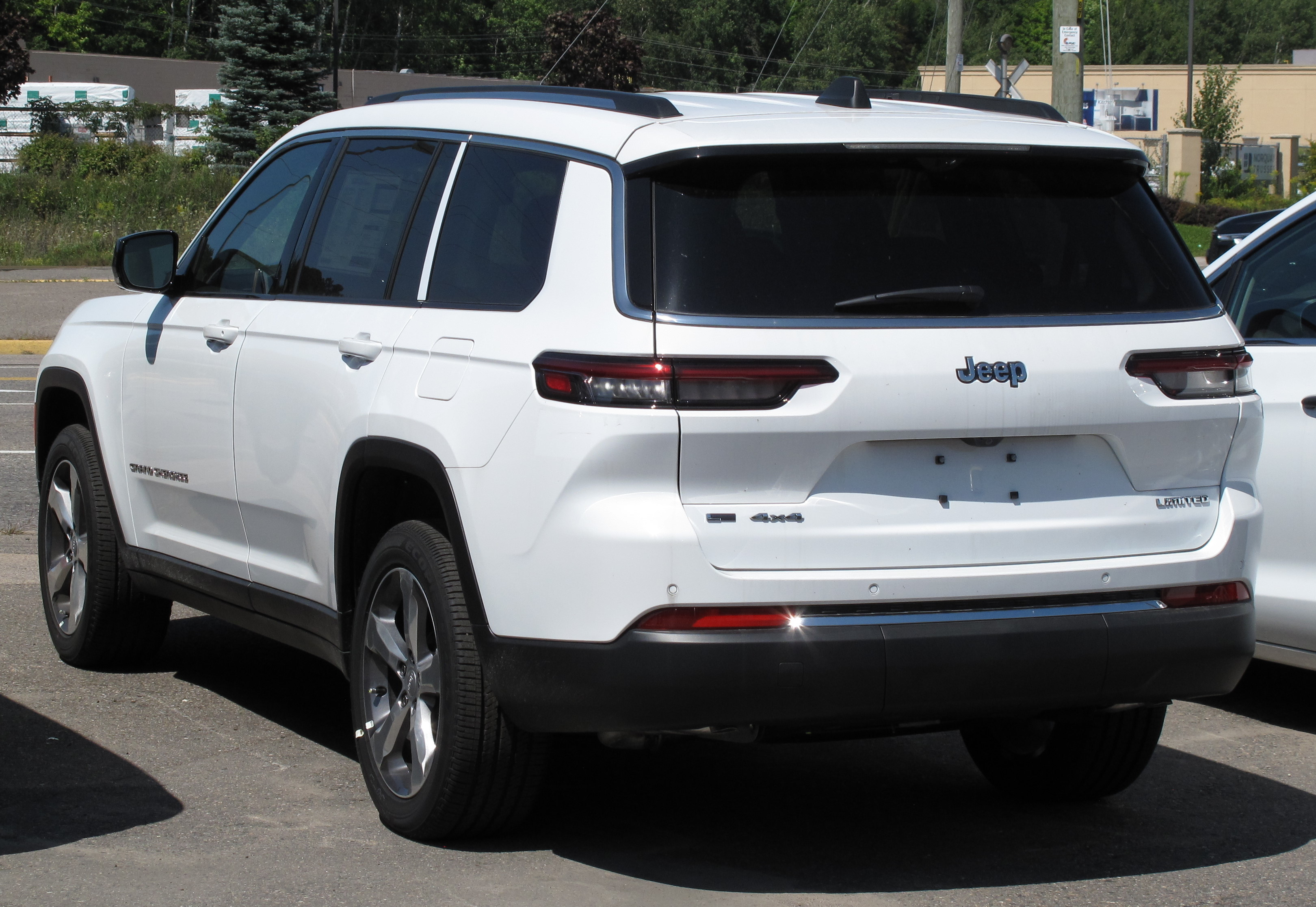
Grand Cherokee L

La Jeep Grand Cherokee L 2021 si posiziona nel segmento dei SUV di grandi dimensioni. Il modello ha ricevuto numerose migliorie sia a livello prestazionale, che per quanto riguarda la maneggevolezza e silenziosità, con una riduzione di peso e consumi dato dal nuovo telaio. Nuovi sono la monoscocca, i sistemi 4x4 (Quadra-Trac I, Quadra-Trac II e Quadra-Drive II), le sospensioni pneumatiche Quadra-Lift e il sistema di gestione della trazione Select-Terrain. Le proporzioni della nuova Grand Cherokee L sono ispirate alls Wagoneer originale, con il profilo slanciato del cofano allungato e dell'abitacolo, e la griglia anteriore leggermente inclinata verso il basso.
Al lancio è equipaggiato con il motore Pentastar V6 in alluminio da 3,6 litri, che eroga 290 cavalli. La tecnologia Engine Start-Stop per la riduzione dei consumi è di serie con il Pentastar V6. Disponibile anche il motore Hemi V8 da 5,7 litri con 357 cavalli, dotato di basamento in ghisa e teste dei cilindri in alluminio.
La versione plug-in ibrida 4xe presentata ad inizio 2022 utilizza un motore turbo quattro cilindri da 2,0 litri Global Medium Engine di Stellantis, abbinato a due motori elettrici, con un pacco batterie da 400 volt e la trasmissione automatica TorqueFlite a otto marce. La potenza complessiva è di 380 CV con 637 Nm di coppia massima.
Le sospensioni pneumatiche Quadra-Lift con ammortizzazione elettronica adattiva, garantiscono una maggiore altezza dal suolo e di capacità di guado. Il sistema Quadra-Lift offre fino a 106 mm di escursione massima grazie alle sospensioni pneumatiche a quattro angoli che garantiscono una migliore ammortizzazione delle asperità.
A cambiare sono anche gli interni, che offrono più di 110 sistemi di sicurezza attiva e passiva. A centro della plancia spicca il display da 10,1” del sistema Uconnect 5, coadiuvato dal quadro strumenti digitale da 10,25” che permette di visualizzare quasi una ventina di menù diversi per attivare le varie tecnologie di assistenza alla guida.